# Йостфол
Йостфол  (на норвежки: Østfold) е фюлке в Норвегия с обща площ от 4182 km² и население 267 039 души (2008). Административен център е град Сарпсборг.

## Административно деление
Фюлке Йостфол се състои от 18 общини.